# 吉森大祐
吉森 大祐（よしもり だいすけ、1968年 - ） は、日本の小説家。
1968年、東京都文京区生まれ。慶応義塾大学文学部卒業。大学時代より小説を書き始め、卒業後、某電機メーカーに入社。40代半ばに執筆活動を再開し、2017年に『幕末ダウンタウン』で小説現代長編新人賞を受賞。4回目の応募であった。同作は、新選組の隊士が長州藩の情報を得るために寄席に潜り込み、そこで出会った初代桂文枝の手引きで舞台に立つことになるという話。新選組とお笑いの組み合わせという新機軸が特徴的な作品となっており、選考委員の花村萬月は「普通の言葉で作品を紡ぐクレバーさが光る」と評している。
2019年、『逃げろ、手志朗』が日本歴史時代作家協会賞新人賞の最終候補作に選ばれる。2020年、『ぴりりと可楽！』で細谷正充賞を受賞。
2024年、『茨鬼 悪名奉行茨木理兵衛』が第14回本屋が選ぶ時代小説大賞の候補作となる。

## 作品
- 『幕末ダウンタウン』講談社、2018年1月11日。ISBN 978-4062208956 / 講談社文庫、2023年3月。ISBN　978-4-06-530938-4
- 『逃げろ、手志朗』講談社、2019年1月24日。 ISBN 978-4065143094
- 『ぴりりと可楽！』講談社、2020年8月19日。 ISBN 978-4065205778
- 『うかれ十郎兵衛』講談社、2021年4月26日。 ISBN 978-4065228302
  - （改題、文庫化[6]）『蔦重』講談社文庫、2024年1月。ISBN　978-4-06-534367-8
- 『恋のかわら版：うかれ堂騒動記』小学館〈小学館時代小説文庫〉、2022年5月6日。 ISBN 978-4094071412　※文庫書き下ろし
- 『東京彰義伝』講談社、2022年11月。ISBN　978-4-06-529001-9
- 『青二才で候』中央公論新社〈中公文庫〉、2022年10月。ISBN　978-4-12-207301-2　※文庫書き下ろし
- 『大江戸墨亭さくら寄席』祥伝社〈祥伝社文庫〉、2023年7月。ISBN　978-4-396-34897-7
- 『茨鬼 悪名奉行茨木理兵衛』中央公論新社、2024年7月。ISBN　978-4-12-005809-7
- 『おやこ酒：大江戸墨亭さくら寄席・2』祥伝社文庫、2024年8月。ISBN　978-4-396-35069-7